# Batalla de Kahlenberg
La batalla de Kahlenberg o segundo sitio de Viena, tuvo lugar en Viena los días 11 y 12 de septiembre de 1683, tras dos meses de asedio por tropas del Imperio otomano. La batalla se libró en la montaña de Kahlenberg (actualmente Leopoldsberg) en las afueras de Viena, entre las fuerzas combinadas del Sacro Imperio Romano Germánico, la Mancomunidad de Polonia-Lituania (Liga Santa)  contra el Imperio otomano y sus vasallos europeos. La batalla ayudó a la hegemonía de los Habsburgo en Europa Central y el Sacro Imperio Romano Germánico y el comienzo del declive del Imperio otomano en Europa.
La desencadenó el gran visir Kara Mustafá, que necesitaba desesperadamente un éxito militar para reforzar su posición inestable. Esperó lograrlo en una campaña contra el emperador Leopoldo I, que estaba distraído con las amenazas de Luis XIV de Francia. Los turcos, que avanzaron con una fuerza abrumadora, habían reunido el mayor ejército musulmán desde los tiempos de Saladino. Sitiaron la ciudad el 16 de julio, pero su falta de artillería de asedio y la feroz resistencia de la ciudad permitió a Leopoldo pedir al papa que reuniera un ejército. Y así fue que este proclamó una cruzada, esta vez para defender una ciudad cristiana, Viena.
A la llamada acudieron todos los países cristianos de Europa (excepto el propio rey de Francia, al que llamaron «el rey moro»), bien con tropas, bien solamente mediante aportación monetaria (como hizo España).[cita requerida] No obstante, la mayor ayuda vino de parte de los polacos y los alemanes, que vencieron al ejército turco en una batalla librada delante de los muros de la ciudad el 12 de septiembre.

## Preludio
La captura de la ciudad de Viena siempre fue una aspiración estratégica del Imperio otomano, debido al control que esta otorgaba sobre las rutas comerciales del Danubio (desde el mar Negro a la Europa Occidental y del mar Mediterráneo Oriental a Alemania). Durante los años que precedieron al segundo sitio (el primer sitio fue en 1529), el Imperio otomano emprendió los preparativos logísticos para el asedio bajo los auspicios de grandes visires de la influyente familia Köprülü. Se construyeron y repararon puentes y caminos que iban hacia el Sacro Imperio Romano Germánico y a los centros logísticos del imperio, además de enviar municiones, cañones y otros suministros desde todos los rincones del Imperio otomano a estos centros logísticos y los Balcanes.

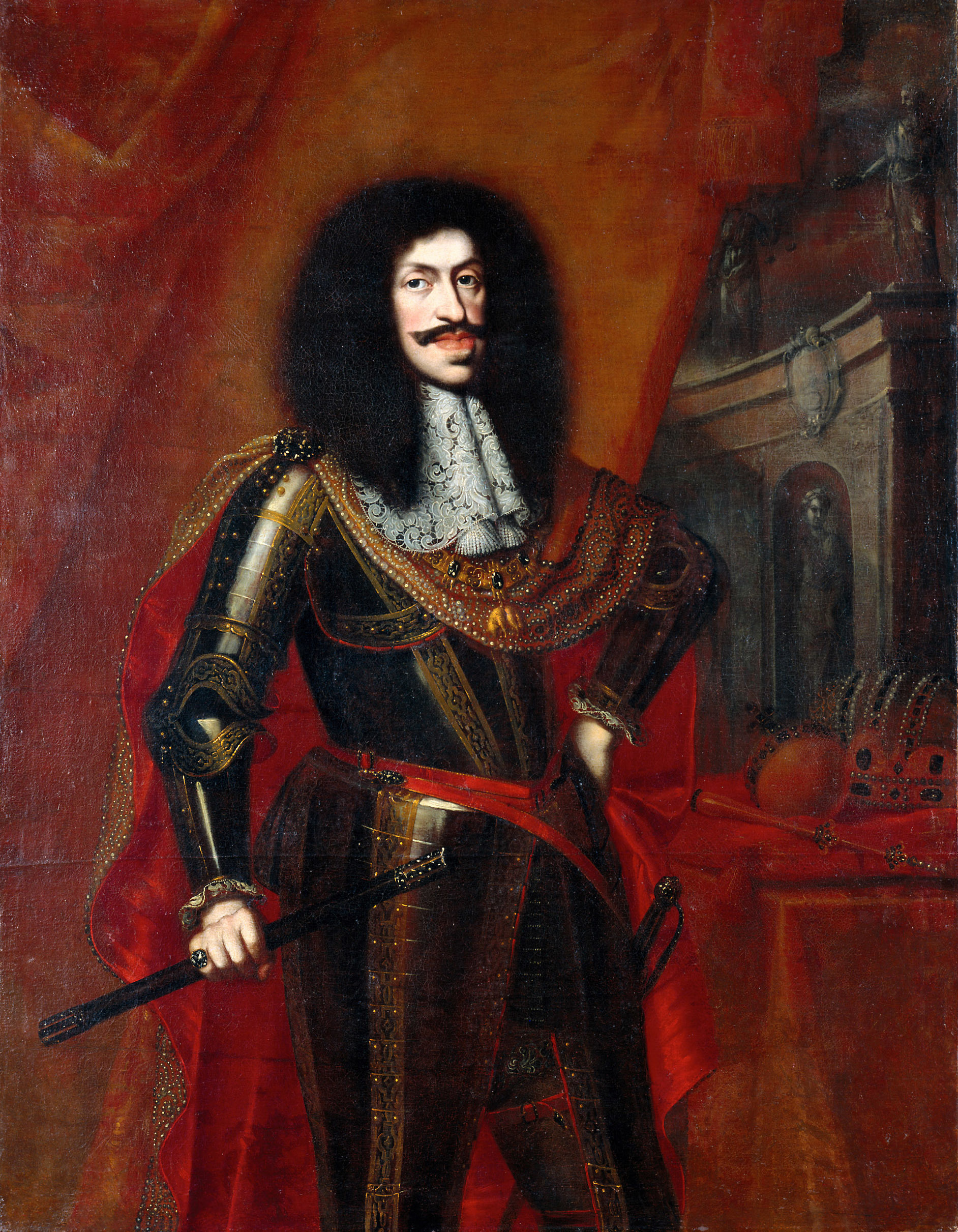
Leopoldo I, emperador del Sacro Imperio Romano Germánico

En la arena política, el Imperio otomano había estado proporcionando ayuda militar a los húngaros y a las minorías no católicas en las regiones de Hungría ocupadas por los Habsburgo. Allí, en los años que precedieron al asedio, la agitación social se había convertido en una revuelta en contra de la política contrarreformista de Leopoldo I en su afán de aplastar al protestantismo. En 1681, protestantes y otras fuerzas Kuruc anti-Habsburgo, acaudilladas por Emérico Thököly, fueron reforzadas por tropas del Imperio otomano, que reconocía a Thököly como el «rey de Alta Hungría» (parte oriental de lo que hoy en día es Eslovaquia y partes del noreste del Estado moderno de Hungría). Este apoyo llegó incluso hasta prometer a los húngaros de forma explícita el «Reino de Viena» en caso de que cayera en manos otomanas. No obstante, hasta el asedio, el Tratado de Vasvár había garantizado veinte años de paz entre el Sacro Imperio Romano Germánico y el otomano.

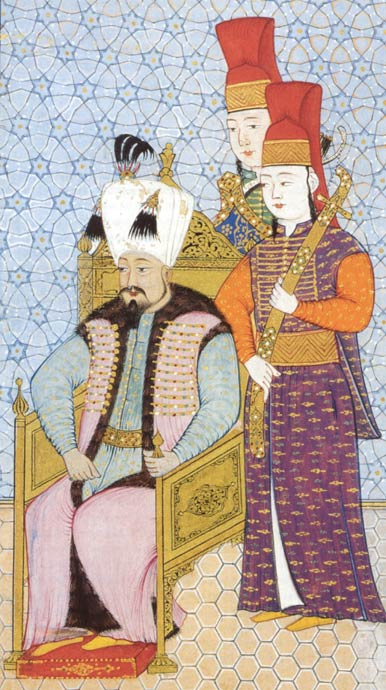
Sultán Mehmed IV

En 1681 y 1682, las escaramuzas entre las fuerzas de Emérico Thököly y el Sacro Imperio Romano Germánico (cuya frontera se encontraba por entonces en el norte de Hungría) se intensificaron, y las incursiones de fuerzas austríacas en la Hungría central otorgaron al gran visir Kara Mustafa Pasha el argumento crucial que necesitaba para convencer al sultán Mehmed IV de que permitiera el movimiento del ejército otomano. Mehmed IV autorizó a Kara Mustafa Pasha a avanzar hasta los castillos de Győr (nombre en el periodo otomano: Yanıkkale, alemán: Raab) y Komárom (turco: Komaron, alemán: Komorn), ambos en el noroeste de Hungría, y asediarlos. El ejército otomano se movilizó el 21 de enero de 1682, y la guerra fue declarada el 6 de agosto del mismo año.

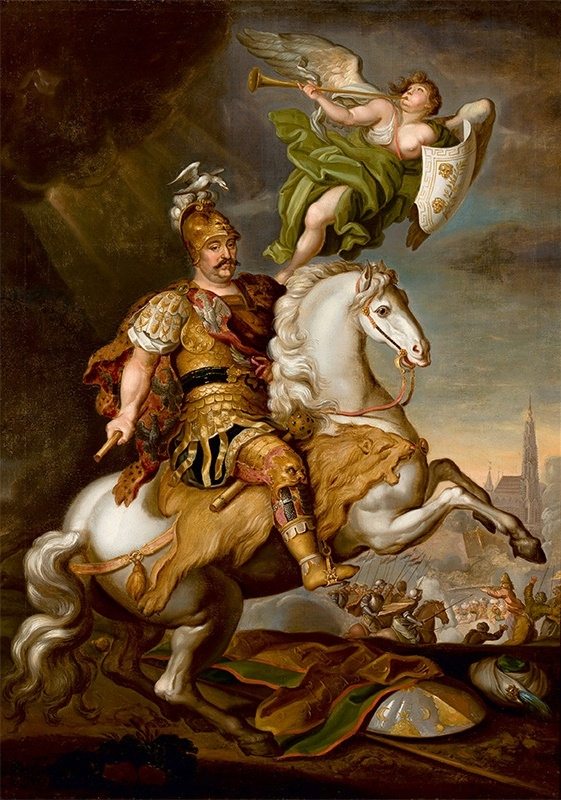
Rey Juan III Sobieski

La logística de la época hacía suponer que acometer una invasión en agosto o septiembre de 1682 habría sido muy arriesgado o imposible (con una campaña de tres meses, los otomanos habrían llegado a Viena en el peor momento del invierno). Sin embargo, estos quince meses de espera entre la movilización y la preparación de una invasión total dieron tiempo suficiente a Viena para aprestar sus defensas y a Leopoldo I para reunir tropas del imperio y forjar alianzas con Polonia, Venecia y el papa Inocencio XI. Sin duda, esto contribuyó al fracaso de la campaña otomana. La decisiva liga entre el Sacro Imperio Romano Germánico y Polonia-Lituania se plasmó en un tratado en el que estipulaba que Leopoldo I prometía enviar apoyo a Sobieski si los otomanos atacaban Cracovia y, por su parte, el ejército polaco iría al auxilio de Viena en caso de que lo fuese esta.
El 31 de marzo de 1683, otra declaración llegó a la Corte Imperial en Viena, enviada por Kara Mustafa en nombre de Mehmed IV. Al día siguiente, la vanguardia del ejército otomano comenzó a marchar hacia el norte desde Edirne, en Tracia. Las tropas llegaron a Belgrado a principios de mayo y luego avanzaron hacia la ciudad de Viena. Aproximadamente cuarenta mil soldados tártaros de Crimea llegaron a cuarenta kilómetros al este de Viena el 7 de julio; doblaban en número a las tropas enemigas deplegadas en torno a la ciudad. Después de las escaramuzas iniciales, Leopoldo se retiró hacia Linz junto con ochenta mil habitantes de Viena.
El rey de Polonia, Juan III Sobieski, preparó una expedición de socorro para Viena durante el verano de 1683, honrando lo dispuesto en el tratado. Incluso fue más allá, dejando a su propia nación indefensa cuando partió personalmente de Cracovia el 15 de agosto. Sobieski se resguardó con una seria advertencia a Emérico Thököly, el cabecilla húngaro, a quien amenazó con destruir si trataba de aprovecharse de la situación (y así lo hizo). Jan Kazimierz Sapieha retrasó la marcha del ejército lituano para devastar las serranías húngaras (ahora Eslovaquia), y llegó a Viena después de la batalla.
| Soldados                                              | Infantería | Caballería y Dragones | Cañones | Total  |
| ----------------------------------------------------- | ---------- | --------------------- | ------- | ------ |
| Ejército Imperial del Sacro Imperio Romano Germánico: | 29 600     | 17 800                | 124     | 47 400 |
| Tropas imperiales                                     | 0.8100     | 10 350                | 070     | 18 400 |
| Baviera                                               | 0.7500     | 0.3000                | 026     | 10 500 |
| Suabia y Franconia                                    | 0.7000     | 0.2500                | 012     | 0.9500 |
| Sajonia                                               | 0.7000     | 0.2000                | 016     | 0.9000 |
| Mancomunidad de Polonia-Lituania                      | 16 450     | 20 550                | 028     | 37 000 |
| Total estimado de Habsburgos y confederados           | 46 050     | 38 350                | 152     | 84 400 |

## Batalla

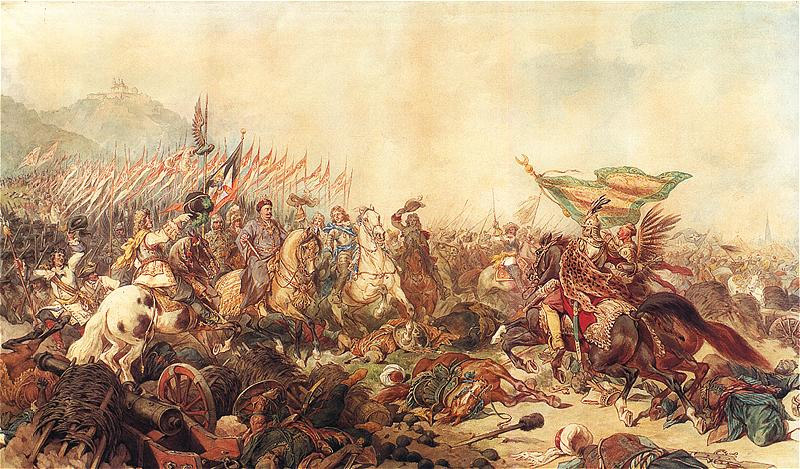
Sobieski en Viena por Juliusz Kossak.

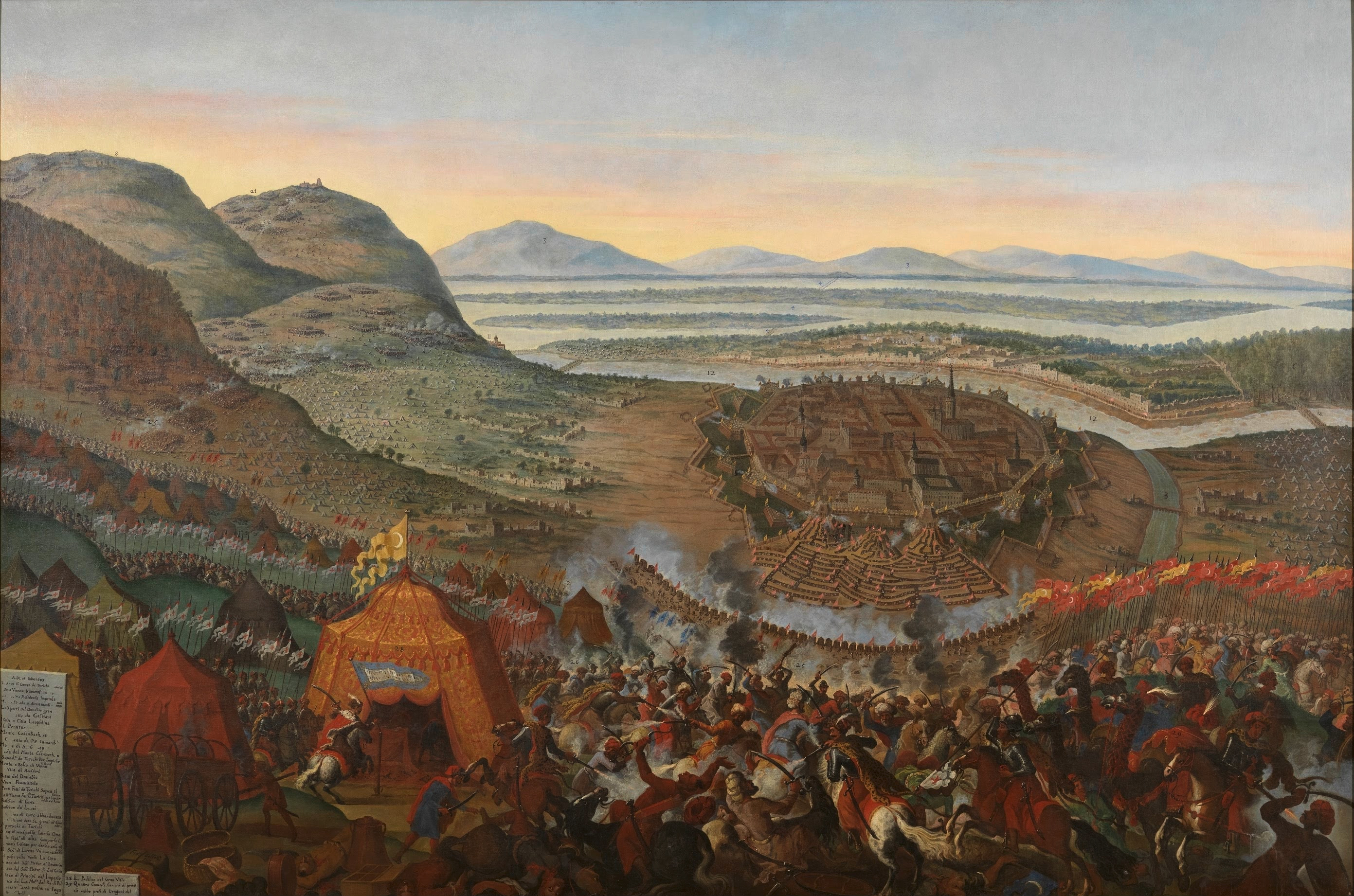
La batalla según Franz Geffels

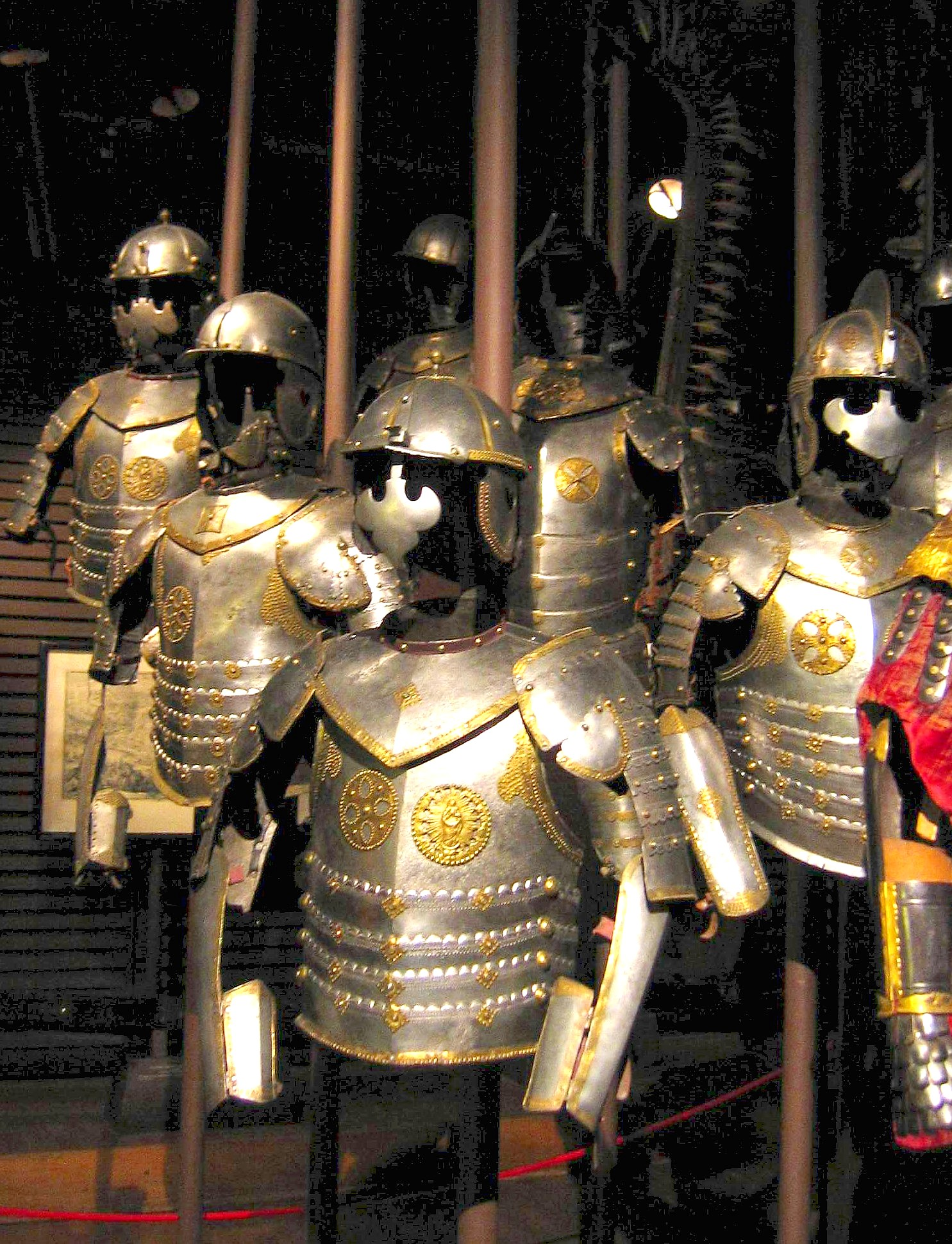
Armaduras de húsares polacos, que datan de la mitad del, Museo del Ejército Polaco en Varsovia.

### Inicio
El 12 de septiembre, una coalición de reyes y príncipes de naciones cristianas (Juan III Sobieski, rey de Polonia, que la encabezaba; el margrave Luis Guillermo de Baden-Baden, llamado Türkenlouis [Luis el Turco]; y el duque Carlos V de Lorena, entre otros), generales y ministros alemanes, polacos y austriacos junto con voluntarios italianos, acudieron a la defensa de Viena, capital del imperio de Leopoldo I. A diferencia de estos, Luis XIV de Francia había apoyado el ataque turco contra el corazón de Europa.
Las tropas cristianas eran la mitad de las turcas y no contaban casi con artillería. Por eso, el alto mando turco no consideró a las tropas de socorro, compuestas por polacos y tropas de todo el Imperio, como una amenaza, ni ordenó a sus unidades situarse en formación de batalla, algo que costó la cabeza al general otomano pocos días después. Aprovechando esto, los húsares alados realizaron una carga de caballería arrolladora contra las tropas turcas.

### Desarrollo
La batalla empezó antes de que todas las unidades estuvieran completamente desplegadas. A las 4 de la madrugada del 11 de septiembre de 1683, los otomanos iniciaron el ataque, buscando interferir en el despliegue de las tropas de la Santa Liga.: 656–59  Los alemanes fueron los primeros en devolver el ataque. Carlos de Lorena se adelantó con el ejército imperial por la izquierda y otras fuerzas imperiales se desplegaron mientras tanto por el centro. Después de una dura lucha y de múltiples contraataques otomanos, los alemanes tomaron varias posiciones claves, especialmente las villas fortificadas de Nussdorf y Heiligenstadt. Para el mediodía el ejército imperial ya había infligido un serio daño a los turcos, estando a punto de penetrar en las filas enemigas. Aunque dispersos, los soldados otomanos aguantaron y no se desbandaron por el momento.
Mustafa Pasaha lanzó sus contraataques con la mayor parte de su fuerza, manteniendo atrás sus tropas de élite de jenízaros y sipahi para un ataque simultáneo en la ciudad. Los comandantes otomanos tenían la intención de tomar Viena antes de que Sobieski llegara, pero el tiempo se les acababa. Los zapadores turcos mientras tanto prepararon una gran detonación final debajo del Löbelbastei para abrir una brecha en las murallas vienesas. En total diez minas fueron instaladas para explotar, pero fueron encontradas por los defensores y desarmadas.
Poco después del mediodía una gran batalla empezó en el otro lado del campo de batalla con la infantería polaca avanzando por el flanco derecho de los otomanos. En vez de concentrarse en la batalla mandando refuerzos, los otomanos continuaron en sus esfuerzos por abrirse paso en la ciudad. Eso significó que los polacos pudieron hacer un buen progreso, y para las 4 de la tarde ya habían tomado la villa de Gersthop, que les serviría como base para su carga de caballería masiva. Los otomanos se encontraban en una situación desesperada, rodeados por el ejército polaco y las fuerzas imperiales. Carlos de Lorena y Juan III Sobieski decidieron ambos, cada uno por su lado, continuar con la ofensiva y aniquilar al enemigo.
A las 3:30 de la tarde las fuerzas imperiales retomaron la ofensiva. Al principio encontraron una fuerte resistencia y fueron detenidas. Esto no duraría mucho, ya que para las 5:00 de la tarde pudieron tomar más terreno y ocuparon las poblaciones de Unterdöbling y Oberdöbling. Se encontraban ahora muy cerca de la posición central otomana (la "Türkenschanze"). Mientras se preparaban para atacarla, pudieron ver la caballería polaca en acción.
Según los registros la caballería polaca emergió lentamente del bosque para alegría de la infantería que los veía, que habían anticipado su llegada. Para las 4 de la tarde los husares fueron los primeros en entrar acción, golpeando contra las líneas otomanas y acercándose a la Türkenschanze, que ahora estaba amenazada por tres frentes. (los polacos por el oeste, los sajones y los bávaros por el noroeste y los austríacos por el norte). En ese punto el visir otomano decide abandonar su posición y retirarse al cuartel general mucho más lejos al sur. Sin embargo, para entonces muchos otomanos estaban abandonando el campo de batalla.

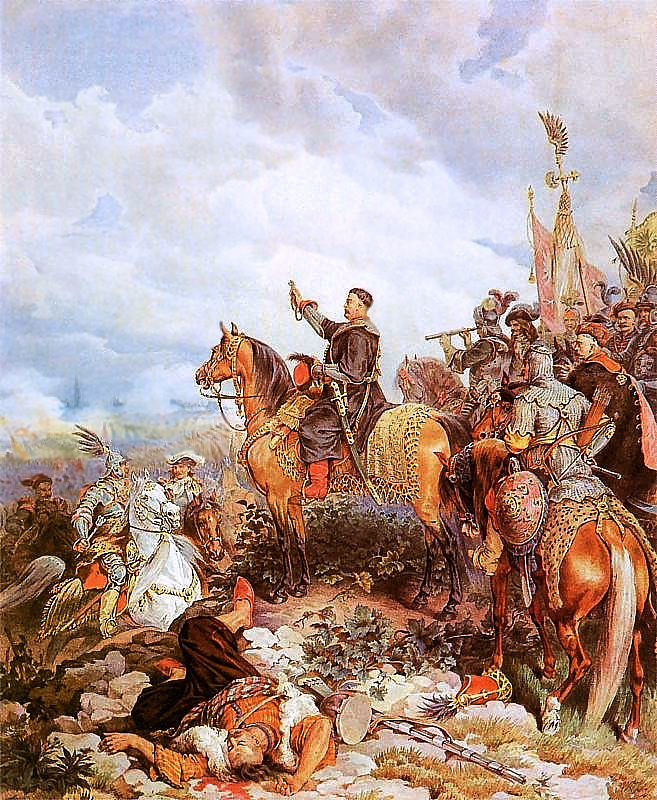
El rey John III Sobieski bendiciendo el ataque polaco sobre los otamanos en la Batalla de Viena por Juliusz Kossak.

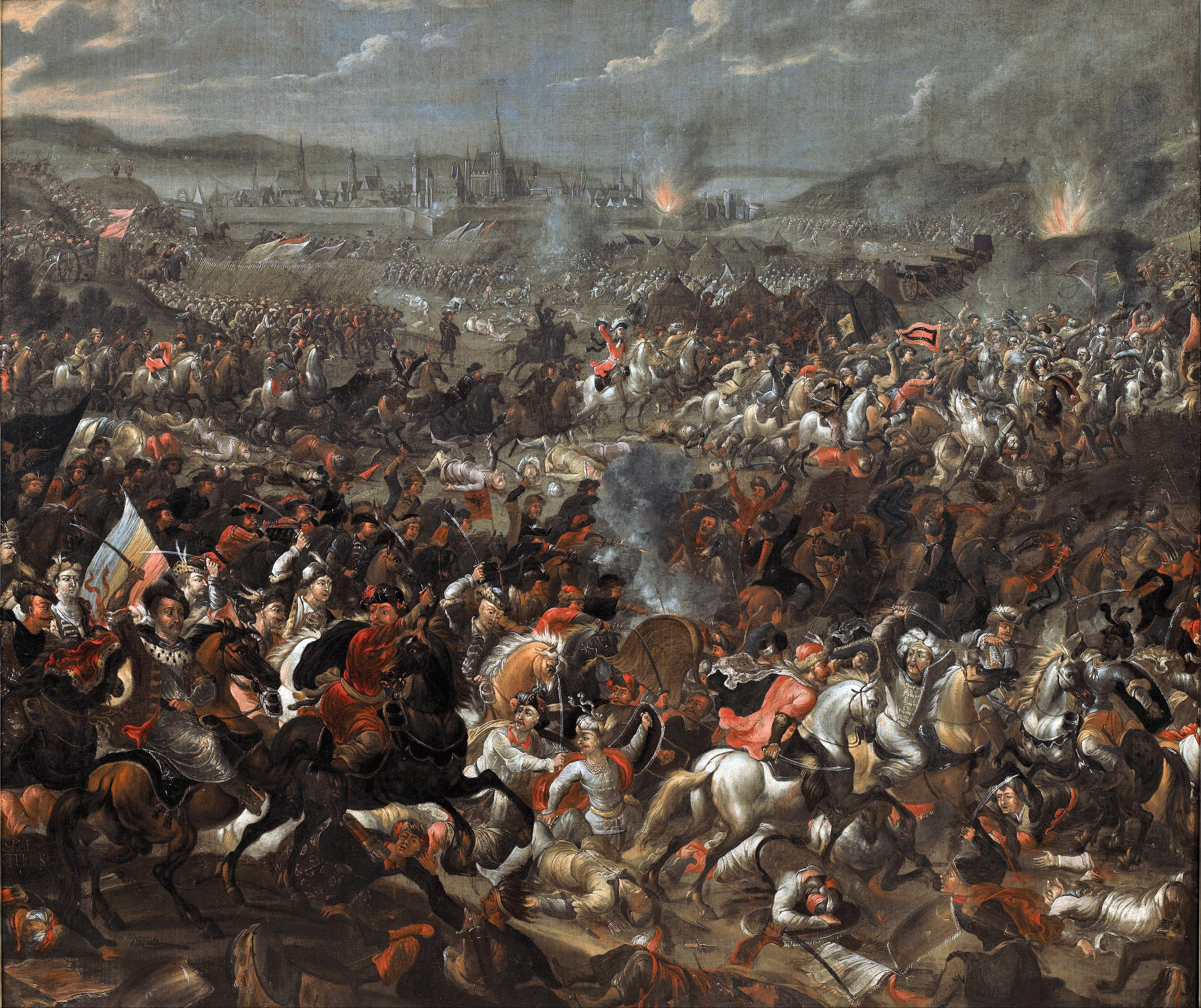
Batalla de Viena pintada por Gonzales Franciscus Casteels.

Los aliados estaban preparados para el último aliento. A las 6 de la tarde el rey polaco ordenó el ataque de la caballería en cuatro grupos, tres polacos y uno del Imperio Sacro-Romano. Las cuatro divisiones hacían unos 18 000 jinetes cargando cuesta abajo desde la cima de las colinas, la mayor carga de caballería de la historia.
Sobieski dirigía la carga a la cabeza de 3000 lanceros pesados polacos, los afamados "Húsares Alados". Los musulmanes tártaros de Lipka que combatían del lado polaco, llevaban una ramita de paja en sus yelmos para distinguirlos de los tártaros en el bando otomano. La carga rompió fácilmente las líneas otomanas, que quedaron exhaustas y desmoralizadas y pronto iniciaron la huida del campo de batalla. La caballería se dirigió directamente al campamento otomano y al cuartel general de su comandante, Kara Mustafa, mientras que la guarnición vienesa salía de las murallas para unirse al asalto.
Desbandadas y desmoralizadas, las tropas otomanas no pudieron soportar los sucesivos fracasos en el asalto a la ciudad y el avance de la Liga Santa a la Türkenschanze. La carga de caballería fue el golpe mortal. Menos de tres horas después de la carga, las fuerzas católicas habían ganado y salvado a Viena. El primer oficial cristiano que entró a Viena fue el Margrave Ludwig de Baden, a la cabeza de sus dragones. Después de eso Sobieski parafraseo a Julio Cesar (que dijo el Veni, vidi, vici) con el "Venimus, vidimus, Deus vicit", "Vinimos, vimos, Dios venció"

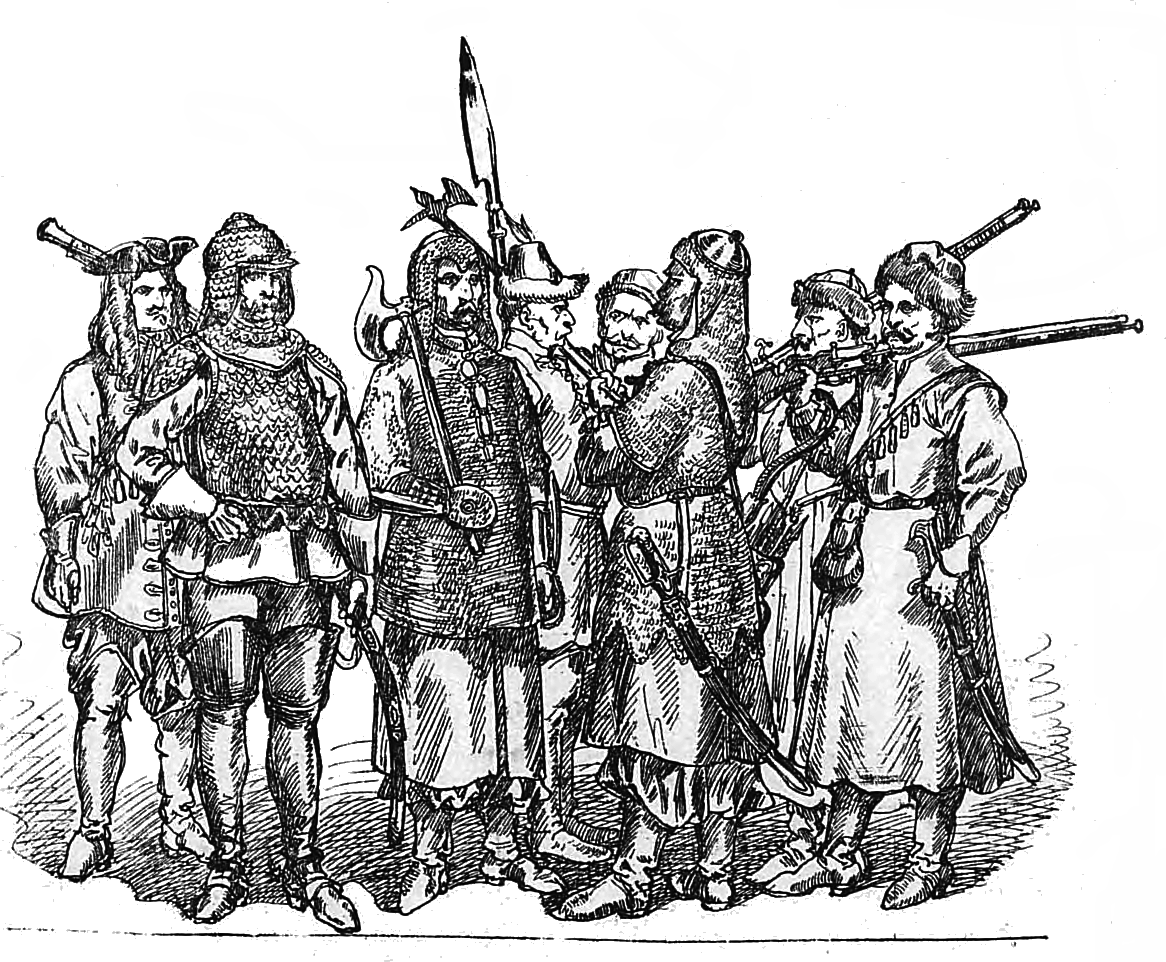
Soldados polacos de 1674–96.

## Resultado

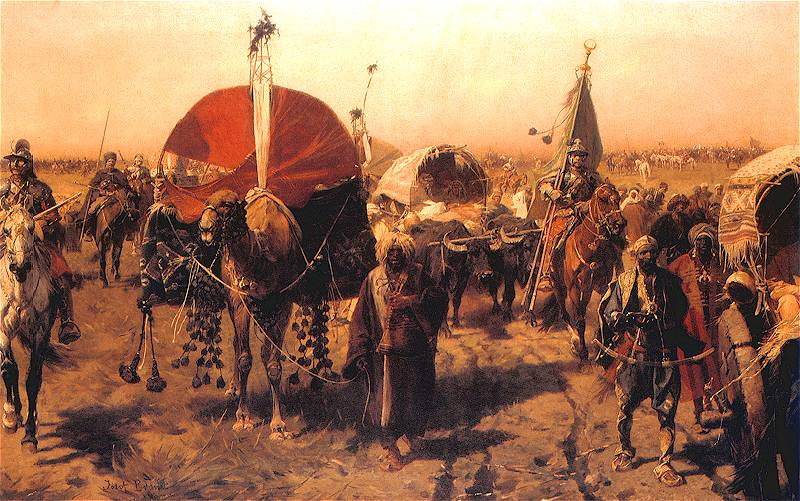
Retorno de Viena por Józef Brandt, mostrando al ejército polaco transportando el botín arrebatado a los turcos.

El historiador otomano contemporáneo Silahdar Findiklili Mehmed Agha (1658–1723) describió la batalla como una enorme derrota y fracaso para el Imperio Otomano, la más desastrosa desde la fundación del Estado Otomano en 1299. Los otomanos perdieron al menos 20 000 [cita requerida] hombres durante el asedio, mientras que el asalto de las fuerzas de Sobieski podría haber supuesto unas 15 000 bajas turcas (según Podhorodecki) o  de 8000 a 15 000 muertos y de 5000 a 10 000 capturados (según Tucker). Las bajas entre las fuerzas de Sobieski fueron mucho más reducidas, sumando aproximadamente 3500 muertos y heridos, incluyendo 1300 polacos. Tucker estima algo más, unos 4500. Asimismo, las tropas vienesas y la población civil de la ciudad perdieron, debido a todas las causas, aproximadamente la mitad de las unidades durante el asedio.
Las tropas de la Liga Santa y los Vieneses tomaron una gran cantidad de botín del ejército otomano, que Sobieski describe vívidamente en una carta a su esposa:

Nuestros eran tesoros de los que nunca habíamos oído hablar... tiendas, ovejas, cabras y no un pequeño número de camellos ... es una victoria como nadie ha conocido antes, el enemigo está completamente arruinado, todo perdido por ellos. Tuvieron que huir para salvar sus vidas... el general Starhemberg me ha abrazado y besado y me ha llamado su salvador.
Sobieski

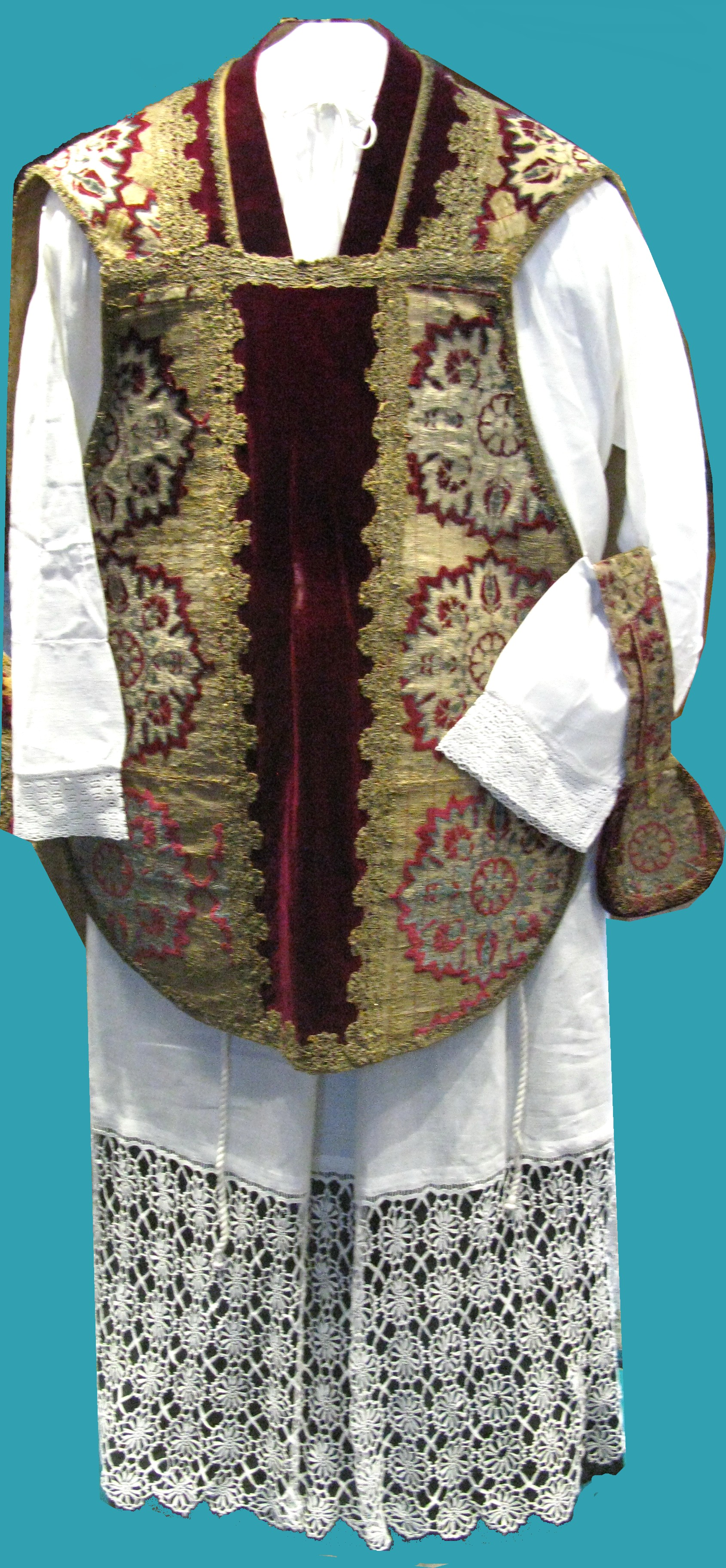
Casulla cosida con tiendas otomanas capturadas por la Armada Polaca en Viena, 1683.

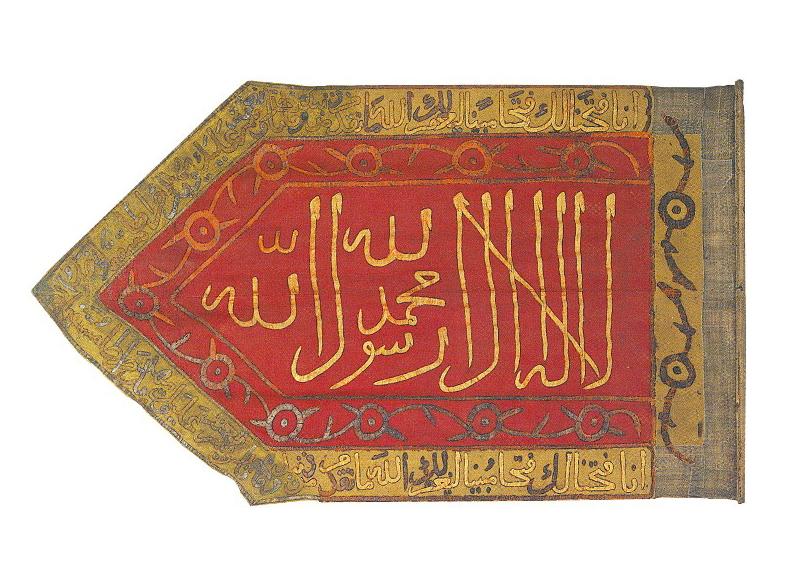
Bandera otomana capturada durante el asedio de Viena.

Starhemberg inmediatamente ordenó la reparación de las fortificaciones más seriamente dañadas en Viena para prevenir un posible contraataque otomano. Sin embargo esto se demostró innecesario.
Pronto los otomanos detuvieron a su derrotado comandante. El 25 de diciembre de 1683 Kara Mustafa Pasha fue ejecutado en Belgrado por el método apropiado (estrangulado por una soga de seda de la que tiraban varios hombres, ordenados por el comandante de los jenízaros).
A pesar de la victoria de los aliados cristianos, todavía había tensión entre varios comandantes y sus ejércitos. Por ejemplo, Sobieski exigió que las tropas polacas fueran los primeros en recibir el expolio del campamento otomano. Alemanes y austríacos recibieron finalmente porciones más pequeñas del botín. También, los sajones protestantes, que llegaron para liberar la ciudad, fueron aparentemente insultados por la población católica de la campiña vienesa. Los sajones abandonaron la batalla de inmediato, sin tan siquiera recoger parte del botín, y rehusaron continuar con la persecución.
Sobieski fueron a liberar Grau y la Hungría noroccidental después de la Batalla de Parkany, pero la disentería lo detuvo en su persecución de los otomanos. Carlos V tomó Belgrado y la mayor parte de Serbia en 1686 y estableció el control de los Habsburgo sobre la Hungría meridional y gran parte de Transilvania en 1687.
La derrota otomana en Viena también supuso una gran celebración para el Irán safávida. Los informes que llegaron fueron tan espectaculares que el Rey Shah Suleiman I (que reinó entre 1666 y 1694) consideró marchar hacia Bagdad, que había sido perdida en manos otomanas en 1639 por el tratado de Zuhab. Finalmente los persas no iniciaron una nueva campaña, por el consejo de los eunucos (una facción dominante en la corte real). Los eunucos temía que la disminución del ejército safávida en los últimos años hacía imprudente una guerra contra los otomanos. Además según el profesor Rudi Matthee los eunucos "no estaban en contra de la idea de someter a los otomanos a algún tipo de humillación, pero no querían aniquilarlos por el miedo de eliminar al muro que los separaba de la Europa cristiana".

### Consecuencias
Viena ya había sido librada del asedio turco por Carlos V en 1529. La batalla de Lepanto (1571) había detenido el avance turco por el Mediterráneo. Pero a mediados del siglo XVII, la dinastía de los Köprülü había guerreado contra una cansada Venecia y había penetrado en las extensas regiones del oriente europeo. Por eso, la batalla de Kahlenberg supuso un antes y un después en la historia europea: frenó la expansión del Imperio otomano, que dejó de extenderse por Europa. Poco a poco, Austria, Hungría, Rusia y Polonia fueron arrebatando territorios a los otomanos.